# シュテファン・ヘルツベルク
シュテファン・ヘルツベルク（ドイツ語: Stefan Andreas Herzberg）は、ドイツの外交官。駐日本臨時代理大使、駐ベネズエラ特命全権大使や、駐ペルー特命全権大使などを務めた。

## 経歴
ピルマゼンス生まれ。1975年にアビトゥーアを取得し、兵役後、1976年から1981年までフランクフルト大学で法学を修めた。1984年に司法修習を修了し、第2次国家司法試験合格。同年から一橋大学に留学した。
一橋大では妻とともに課外日本語クラスを受講しながら学び、1987年一橋大学大学院法学研究科修了、法学修士。指導教官は久保欣哉で修士論文は「日本における訴訟外の紛争解決制度と仲裁」。同年ドイツ外務省入省。
1989年から駐日ドイツ大使館勤務。1992年ドイツ外務省対外経済課勤務。1996年ラパスドイツ大使館次席。1999年ドイツ外務省対外経済課課長代理。2001年ワシントンドイツ大使館経済部経済課課長代理。2003年北京ドイツ大使館政務・報道・広報部長。
2006年連邦政府新聞情報庁外交・安全保障・開発政策課長。2011年から駐日ドイツ大使館首席公使となり、政務部長や臨時代理大使も務めた。2015年駐ベネズエラ特命全権大使。2018年駐ペルー特命全権大使。